# Валери, Диего (футболист)
Дие́го Эрна́н Вале́ри (исп. Diego Hernán Valeri; 1 мая 1986, Ланус, провинция Буэнос Айрес, Аргентина) — аргентинский футболист, атакующий полузащитник.

## Клубная карьера
Диего Валери — воспитанник клуба «Ланус». 27 сентября 2003 года, в возрасте 18-ти лет, он дебютировал в основном составе команды в матче чемпионата Аргентины с клубом «Велес Сарсфилд», в которой он забил свой первый гол. В последующие сезоны он стал игроком основы клуба, вплоть до 2005 года, когда он получил разрыв крестообразных связок на правом колене. В 2006 году Валери восстановился после травмы и через год помог клубу выиграть чемпионат Аргентины, в розыгрыше которого он сделал 10 голевых пасов и забил 6 голов. После этого успешного выступления Валери заинтересовались в миланском «Интернационале», предложившем 8 млн долларов, но сделка не состоялась.
16 июля 2009 года Валери, на правах аренды, перешёл в португальский клуб «Порту».
Вторую половину 2010 года Диего провёл в аренде в испанской «Альмерии».
В начале 2011 года Валери вернулся в «Ланус».
10 января 2013 года Валери перешёл на правах аренды в клуб MLS «Портленд Тимберс», получив статус назначенного игрока. Свой дебют в главной лиге США, 3 марта в матче стартового тура сезона 2013 против «Нью-Йорк Ред Буллз», отметил голом. 6 августа того же года «Тимберс» выкупил Валери у «Лануса», подписав с ним многолетний контракт. По итогам сезона 2013, в котором забил 10 голов и отдал 13 голевых передач, он был назван новоприбывшим игроком года в MLS и был включён в символическую сборную MLS. В 2014 году Валери в составе сборной лиги принимал участие в Матче всех звёзд MLS против мюнхенской «Баварии». По итогам сезона 2014, в котором забил 11 голов и отдал 14 голевых передач, он во второй раз подряд был включён в символическую сборную MLS. Валери внёс весомый вклад в чемпионство «Портленд Тимберс» в сезоне 2015. Его гол в ворота «Коламбус Крю» на 27-й секунде игры финала Кубка MLS 6 декабря стал самым быстрым голом в истории матчей за Кубок MLS. Также он был признан самым ценным игроком матча. 10 августа 2016 года продлил контракт с «Портленд Тимберс». В сезоне 2017 Валери установил рекорд MLS, поражая ворота соперников в 9-ти матчах подряд. По итогам сезона, в котором забил 21 гол и отдал 11 голевых передач, он был признан самым ценным игроком MLS и был включён в символическую сборную MLS. По окончании сезона 2019 «Портленд Тимберс» не стал продлевать контракт с Валери согласно опции, но 16 декабря 2019 года клуб продлил контракт с игроком на несколько лет с использованием целевых распределительных средств без статуса назначенного игрока.
20 января 2022 года Валери расторг контракт с «Портленд Тимберс» по взаимному согласию сторон и вернулся в «Ланус». «Портленд Тимберс» объявил, что проведёт с «Ланусом» товарищеский матч в «Провиденс Парке» в 2023 году, где Валери сыграет по одному тайму за каждую команду, и после завершения карьеры он станет послом клуба. 2 июня 2022 года Диего Валери объявил о своём уходе из футбола. 14 июля 2023 года Валери подписал символический однодневный контракт с «Портленд Тимберс», чтобы завершить карьеру в качестве игрока клуба.

## Международная карьера
Валери имеет в своём активе три товарищеской игры в составе сборной Аргентины в 2011 году.

## Достижения
Командные
Ланус
- Чемпион Аргентины: 2007 (Апертура)

Порту
- Обладатель Кубка Португалии: 2009/10
- Обладатель Суперкубка Португалии: 2009

Портленд Тимберс
- Обладатель Кубка MLS: 2015
- Победитель Турнира MLS is Back (2020)

Индивидуальные
- Самый ценный игрок MLS: 2017
- Член символической сборной MLS: 2013, 2014, 2017
- Самый ценный игрок Кубка MLS: 2015
- Участник Матча всех звёзд MLS: 2014, 2016, 2017, 2018
- Новоприбывший игрок года в MLS: 2013